# Astrolepidina
Astrolepidina es un género de foraminífero bentónico de la subfamilia Lepidocyclininae, de la familia Lepidocyclinidae, de la superfamilia Asterigerinoidea, del suborden Rotaliina y del orden Rotaliida. Su especie tipo es Lepidocyclina asterodisca. Su rango cronoestratigráfico abarca el Oligoceno.

## Clasificación
Astrolepidina incluye a la siguiente especie:
- Astrolepidina asterodisca †